# Propionil-CoA carbossilasi
La propionil-CoA carbossilasi è l'enzima che catalizza la carbossilazione del propionil-CoA in D-metilmalonil-CoA usando la biotina come cofattore, HCO3- come fonte di CO2, e l'idrolisi dell'ATP ad ADP e fosfato come fonte di energia. Il D-metilmalonil-CoA viene successivamente epimerizzato a L-metilmalonil-CoA dalla D-metilmalonil-CoA epimerasi. Dopodiché la L-metilmalonil-CoA mutasi catalizza la trasformazione del L-metilmalonil-CoA in succinil-CoA usando come cofattore la cobalamina.
La propionil-CoA carbossilasi interviene in reazioni che fanno parte della beta-ossidazione degli acidi grassi saturi a catena dispari i quali seguono la beta ossidazione degli acidi grassi saturi a catena pari ma producono nell'ultima fase un acetil-CoA e un propionil-CoA.